# East Lexham
East Lexham – wieś w Anglii, w Norfolk. W 1931 wieś liczyła 160 mieszkańców.